# Renminbi
Renminbi ou, na suas formas portuguesas, renmimbi, remimbi ou remmimbi (chinês tradicional: 人民幣, chinês simplificado: 人民币, pinyin: rénmínbìⓘ, ʐə̌n.mǐn.pî, lit. ‘moeda do povo’, símbolo monetário: 元/¥; código: CNY) é a moeda oficial da República Popular da China e é distribuída pelo Banco Popular da China.  

## Terminologia
O yuan ou, na forma portuguesa, iuane significando 'circular', é a unidade de conta, enquanto renminbi é o nome da moeda. Mas o termo é também usado para designar a moeda chinesa em geral, especialmente em contextos internacionais.

## História
O yuan nasceu com a nomenclatura de Rén mín bi, assim como o Banco Popular da China, que se chama ‘Banco do Povo’. Um yuan é subdividido em 10 jiao (em chinês: 角; em pinyin: jiǎo) e 1 jiao é subdividido em 10 fen (em chinês: 分; em pinyin: fēn). Coloquialmente, em vez de yuan, usa-se muitas vezes kuai, ou, na sua forma portuguesa, cuai (块 / 块, peças) ou jiǎo(角) ou máo (毛 de cabelo). Foi depois da Dinastia Yuan (1271–1368), que a monetização ficou mais simples. Começou-se a usar principalmente papel-moeda e uma pequena quantidade de moeda de metal.
A abreviação da moeda é RMB, embora se utilize mais a forma CNY — muito mais aceita e amplamente difundida no sistema financeiro global. Fora da China, o mais comum é chamá-la ‘yuan’. Já os chineses costumam designá-la como ‘kuai’.
As moedas que circulam são de ¥100, ¥50, ¥20, ¥10, ¥5, e ¥1.[carece de fontes?] Existe a circulação de moedas, mas os valores são pouco significativos monetariamente e no volume de transações gerais na economia. Na última década, a China atrelou o yuan a uma cesta de moedas estrangeiras, composta pelo dólar americano, pelo euro, pelo iene e pelo won (moeda sul-coreana). O valor final do yuan passou a ser anunciado a cada dia pelo Banco Popular da China e esse valor será a média para a negociação do dia seguinte.
Ao mesmo tempo em que defende a adoção de uma moeda internacional em substituição ao dólar, a China dá os primeiros passos para promoção do uso de sua própria moeda, nas transações comerciais e como reserva de valor, principalmente na Ásia. Pequim já fechou vultosos acordos de swap cambial com seis países, o último dos quais a distante Argentina. Tal operação traz novas possibilidades para a adoção da moeda.
Vários economistas afirmam que a China tem forçado a depreciação de sua moeda, tornando suas exportações artificialmente baratas.